# Nevio Spadoni
Nevio Spadoni (San Pietro in Vincoli, 1949) è un poeta, drammaturgo e letterato italiano.

## Biografia
Nasce a San Pietro in Vincoli, nella campagna ravennate, in una famiglia di mezzadri. 
Allievo del professor Enzo Melandri, si laurea presso l'Università degli Studi di Bologna con una tesi sul filosofo spagnolo Xavier Zubiri Apalategui. Dal 1984 vive a Ravenna, insegnando prevalentemente filosofia nei licei della città.
Fin da giovanissimo scrive versi. Nel 1985 esce la sua prima raccolta, Par su cont ("Per conto suo"); da allora la sua produzione poetica continua fino ad oggi. Nell'ultimo decennio del secolo scorso inizia a comporre monologhi teatrali in dialetto ravennate. Il primo è Luṣ ("Luce"), pubblicato nel 1995. Lo stesso anno, il 27 dicembre, l'opera viene messa in scena al Teatro Rasi di Ravenna, prodotta da Teatro delle Albe e Ravenna Teatro, con la regia e l'interpretazione di Ermanna Montanari. In seguito il monologo è stato presentato in diverse città italiane, in alcuni paesi europei e anche negli Stati Uniti. Nel 1999 è stato tradotto in inglese da Teresa Picarazzi.
In seguito scrive il monologo La Pérsa, che viene in parte integrato in Perhindérion, di cui Spadoni è coautore insieme a Marco Martinelli. Viene messo in scena il 25 giugno 1998 al Teatro Rasi con l'interpretazione da Ermanna Montanari e Luigi Dadina e la regia dello stesso Marco Martinelli. Il monologo originale viene riproposto diversi anni dopo da Daniela Piccari, che lo presenta il 27 giugno 2008 presso la Rocca Brancaleone, nell'ambito della rassegna "Ravenna Festival".
L'8 giugno 2000 al Teatro Goldoni di Venezia debutta L'isola di Alcina, ancora con Ermanna Montanari, che per questa interpretazione ha vinto il Premio Ubu 2000 come migliore attrice italiana e il Premio Adelaide Ristori 2001. In seguito l'opera è stata presentata in molte città italiane, in diversi paesi europei e anche negli Stati Uniti, a New York, a Berlino, Limoges, Lisbona, Mosca, Mons e Tunisi.
Il 26 giugno 2003 va in scena Galla Placidia, interpretata da Elena Bucci. L'opera è stata rappresentata nella Basilica di San Vitale nell'ambito del "Ravenna Festival". Nel 2004, sempre per il "Ravenna Festival", va in scena Francesca da Rimini interpretata da Chiara Muti con la regia di Elena Bucci e musiche di Luigi Ceccarelli. Nel 2005, per il "Ravenna Festival" Chiara Muti ed Elena Bucci portano in scena Lord Byron e Teresa Guiccioli: un amore. 
Nel 2015 Emilia Romagna Teatro produce un nuovo allestimento di "Lus": il testo di Spadoni anche questa volta è interpretato da Ermanna Montanari per la regia di Marco Martinelli. Accanto a Montanari sono in scena i musicisti Luigi Ceccarelli e Daniele Roccato, in un'originale forma di concerto-spettacolo. Nel 2016 l'attore Roberto Magnani con Simone Marzocchi interpretano il monologo E' bal edito da L'arcolaio. Il mostro (inedito) è stato messo in scena per Ravenna Teatro da Laura Redaelli. Il monologo La tromba è stato interpretato da Lorenzo Carpinelli (regia di Jacopo Gardelli) al Teatro di Piangipane nel 2023.

## Premi e riconoscimenti
Per le sue opere Spadoni ha attenuto diversi premi e segnalazioni:
- Premio Boncellino per singola poesia (Par su cont)
- 1992, Premio Lanciano per la poesia inedita
- 1995, Tratti Poetry Prize per E' côr int j oc
- 2000, finalista al Premio Ubu come migliore novità italiana e miglior spettacolo dell'anno per L'isola di Alcina
- 2012, Premio Europeo di Arti Letterarie "Via Francigena", premio speciale per Cal parôl fati in ca
- 2013, Premio nazionale "Guido Gozzano", per Cal parôl fati in ca
- 2014, Premio speciale Autori SIAE "Salva la tua lingua locale", a Roma in Campidoglio
- 2015, Primo Premio al XIV concorso di Poesia dialettale romagnola "Omaggio a Spaldo", Bertinoro
- 2015, Attestato di merito al Premio internazionale di letteratura "Alda Merini", Brunate (CO)
- 2018, Premio speciale della giuria "Salva la tua lingua locale", a Roma in Campidoglio, per la silloge Poesie (1985 -2017)
- 2021, Guardiagrele (CH): Premio alla carriera per la poesia dialettale
- 2021, Premio Ischitella (secondo classificato)
- 2021, Premio Adriatico per la poesia "Un mare che unisce"
- 2023, Premio Lerici Pea per la sezione in dialetto, intitolata a Paolo Bertolani
- 2024, Premio Pascoli di poesia (XX edizione) a  San Mauro Pascoli
- 2024, Premio di poesia Giuseppe Malattia della Vallata, nell'ambito del Festival letterario  Pordenonelegge.it

## Opere

### Poesia
- Par su cont, presentazione di Giuseppe Bellosi, Ravenna, Cooperativa Guidarello, 1985
- Al voi, con una lettera di Giorgio Barberi Squarotti e disegni di Pirro Cuniberti, Ravenna, Longo, 1986
- Part tot i virs, Udine, Campanotto, 1989
- A caval dagli ór, con disegni di S. D'Ambrosio, Ravenna, Longo, 1991
- E' côr int j oc, con un saggio di L. Benini Sforza, Ravenna, Edizioni del Girasole, 1994
- Cal parôl fati in ca, con una prefazione di Ezio Raimondi, Rimini, Raffaelli, 2007 (in questo volume vengono ripubblicate tutte le precedenti raccolte poetiche e viene aggiunta una raccolta inedita intitolata I ṣgrafegn)
- Un zil fent, prefazione di Luciano Benini Sforza, Cesena, Il Vicolo, 2010
- Natale, Cesena, Il vicolo, 2011
- Nèsar, Nascere. Prefazione di Clelia Martignoni, Como, LietoColle, 2014.
- Ravèna, interventi di Alberto Giorgio Cassani e Giovanni Gardini, Forlì, L'arcolaio, 2016.
- Poesie (1985-2017), Cesena, Il Ponte Vecchio, 2017 (contiene un saggio critico di Ezio Raimondi)
- Parôl d'sêl e d'mél (Parole di sale e di miele), Prefazione di Manuel Cohen, Osimo (AN), Arcipelago itaca Edizioni, 2024

### Teatro
- Luş, Faenza, Mobydick, 1995, con una nota di Marco Martinelli
- Teatro in dialetto romagnolo, con una nota di Gianni Celati, Ravenna, Edizioni del Girasole, 2003 (contiene Luş, La Pérsa, Sta nöt che al vóş, L'isola di Alcina, La tromba, Galla Placidia)
- Fiat Lux! E' fat dla creazion, Forlì, L'arcolaio, 2011
- Anàstasis, Forlì, L'arcolaio, 2013
- Giuditta di Betulia, con postfazione di Eberhard Bons - Daniela Scialabba, Cesena, Il Vicolo, 2015
- E' bal, con lettera di Sandro Lombardi, Forlì, L'arcolaio, 2016
- Tutto il teatro, Cesena, Società Editrice Il Ponte Vecchio, 2019
- Dialoghi tra animali, Ravenna, Lions Club Dante Alighieri Ravenna, 2021
- La zopa caratena (La zoppa dalla pipa di terracotta), Ravenna, Clown bianco, 2024
- Giobbe. La paziente speranza. Opera teatrale, Introduzione di Gian Ruggero Manzoni, Villa Verucchio (RN), Pazzini 2024

### Testi curati
- Le radici e il sogno. Poeti dialettali del secondo Novecento in Romagna, con Luciano Benini Sforza, Faenza, Mobydick, 1996
- D'un sangue più vivo. Poeti romagnoli del '900, con Gianfranco Lauretano, Cesena, Il Vicolo, 2014
- N. Spadoni – F. Pagani, Vivi nella parola, I sepolcri dei poeti romagnoli, L'arcolaio, Forlimpopoli, 2021.
- S. Mattarelli – N. Spadoni, Passioni e idealità. Personaggi delle Ville Unite, Ravenna, Longo, 2022